# 西姆拉 (科罗拉多州)
西姆拉（英語：Simla），是美国科罗拉多州埃尔伯特县下属的一座城市。建市于1913年1月15日，面积大约为0.559平方英里（1.447平方公里）。根据2010年美国人口普查，该市有人口618人。2011年估计该市有人口621人，相比2010年人口增长率为0.49%。同时，论人口该市是科罗拉多州第183大城市。